# United States Naval Special Warfare Development Group
Die United States Naval Special Warfare Development Group (NAVSPECWARDEVGRU oder DEVGRU) ist eine Spezialeinheit der US Navy für Terrorismusbekämpfung und Geiselbefreiung. Die Einheit untersteht operativ dem US Joint Special Operations Command (JSOC), doch administrativ und technisch dem US Naval Special Warfare Command (NAVSOC). Die Einheit war vormals als SEAL Team 6 und Mobility 6 (MOB 6) bekannt. Der Name United States Naval Special Warfare Development Group wird allerdings nicht mehr verwendet, seitdem es eine neue geheime Bezeichnung für die Einheit gibt.

## Geschichte
1983 war das SEAL Team 6 an dem Angriff auf Grenada (Operation Urgent Fury) beteiligt, der militärisch gewonnen wurde. Allerdings offenbarte er eklatante Abstimmungsprobleme und Konkurrenzkämpfe zwischen den beteiligten militärischen Spezialeinheiten (Special Operations Forces), die aus Navy Seals, Army Rangers und Special Forces bestanden.
Mitte der 1990er wurde das Navy SEALs Team 6 (ST6) aufgelöst und die Kräfte wurden umstrukturiert. Grund dafür waren Unregelmäßigkeiten bei der Beschaffung von Ausrüstungen und der daraus entstandene schlechte Ruf für die US Navy. Infolgedessen entstand die unter der Abkürzung DEVGRU bekannte Einheit, die in Dam Neck in Virginia stationiert ist.
Trotz des Bundesgesetzes Posse Comitatus Acts, das den Einsatz von Militär im Inland verbietet, wurden DEVGRU-Kräfte gemeinsam mit der Delta Force und dem Hostage Rescue Team (HRT) des FBI bei besonderen Anlässen auch in den Vereinigten Staaten eingesetzt, was durch Sondererlaubnisse des US-Präsidenten erfolgte.
Berichten zufolge sollen während des War on Terror 30 Angehörige der Einheit getötet worden sein. Die Einsätze führt das DEVGRU in Länder wie Syrien, Irak, Somalia und in den Jemen.

## Weitere Einsätze
- 1998: Verdeckte Fahndung nach Kriegsverbrechern in Bosnien und Herzegowina. Dazu gehörte unter anderem die Jagd nach Goran Jelisić, Simo Zarić, Milan Simić, Miroslav Tadić und Radislav Krstić.[4]
- Juni 2003: Teilnahme an der Rettung von Jessica Lynch im Dritten Golfkrieg.
- 12. April 2009: Befreiung des entführten Schiffs Maersk Alabama in der Nähe Somalias.
- Mai 2011: Teilnahme an der Kommandoaktion Operation Neptune’s Spear gegen Osama bin Laden.
- 6. August 2011: Bei einem Einsatz in Afghanistan in der Wardak-Provinz wurde ein Chinook-Transporthubschrauber von den Taliban mit einer reaktiven Panzerbüchse abgeschossen. Alle 38 Insassen starben, darunter 15 Angehörige der DEVGRU.[5]
- Januar 2012: Teilnahme an der Befreiung der US-Amerikanerin Jessica Buchanan und eines Dänen, die für die dänische Hilfeorganisation Danish Demining Group in Adado in Somalia im Einsatz waren.[6][7]
- Dezember 2012: Teilnahme an der Befreiung des US-amerikanischen Arztes Dilip Joseph, der mit zwei einheimischen Begleitern während einer humanitären Mission in der Provinz Kabul entführt worden war. Ein Mitglied der Spezialeinheit wurde bei dem Einsatz getötet.[8]
- Januar 2017: Operation im Jemen zur Festnahme von Anführern der Terrororganisation „Al-Qaida auf der arabischen Halbinsel (AQAP)“. Bei dem Einsatz wurden ca. 30 Menschen getötet, unter ihnen ein Navy Seal, mehrere Zivilisten und 14 Al-Qaida-Kämpfer.[9]

## Auftrag
Trotz der Änderung der Bezeichnung blieben die Aufgabenbereiche der Einheit identisch. Neben den bereits bestehenden Einsatzbereichen Geiselbefreiung, Terrorismusbekämpfung, Personen- und Objektschutz soll die DEVGRU zusätzlich für die offizielle Erprobung neuer Ausrüstung, Techniken und Taktiken zuständig sein.

## Organisation
Die genaue Personalstärke der Einheit ist als geheim eingestuft. Es wird geschätzt, dass die Einheit aus ungefähr 200 Einsatzkräften („Operators“) besteht. Der Aufbau ähnelt stark dem der Delta Force. So verfügt die Einheit über die gleichen Trainingseinrichtungen, Waffen und Fahrzeuge. Außerdem kann sie wie die Delta Force auf das 160th SOAR für Lufttransporte zurückgreifen. Die DEVGRU gliedert sich in die vier Einsatzzüge Blue, Gold, Red und Silver, jeweils über rund 50 Einsatzkräfte verfügend, und die spezielle maritime Einheit Gray. Darüber hinaus gibt es eine strategische Aufklärungsschwadron namens Black.

## Kritik
Die New York Times veröffentlichte im Juni 2015 einen Artikel, der als Folge von Interviews mit ehemaligen und aktiven Mitgliedern des DEVGRU und anderen Militärs entstand. In diesem Artikel wird kritisiert, dass die Einheit zu einer „globalen Menschenjagd-Maschine“ verkommen sei. So wurde die Einheit seit 2001 anlässlich des War on Terror vergrößert und seitdem Stanley McChrystal 2006 das Kommando des ISAF übernahm, verstärkt gegen die Taliban eingesetzt. Dabei kam es auch zu Einsätzen gegen gering bedeutende Ziele wie Straßendiebe. Gleichzeitig soll es zwischen 2006 und 2008 pro Nacht etwa 15 – mit Spitzen sogar bis 25 – Tötungen gegeben haben.